# Nazaire De Wolf
Nazaire De Wolf (* 2. September 1917 in Wilrijk (Antwerpen); † 22. Juni 1983) war unter dem Pseudonym Pol Stone ein belgischer Bandleader und Komponist.
Seine musikalische Ausbildung erwarb Nazaire De Wolf in den Musikakademien von Berchem und Antwerpen. In der letztgenannten Akademie diplomierte er auch. Als Alt-Saxophon-Solist gewann er einige internationale Wettbewerbe (u. a. in Lier und Brüssel). 1935 gründete er eine Combo, die nach dem Zweiten Weltkrieg in den Casinos der Küstenorte Blankenberge, Oostende und Knokke bis 1947 auftrat. Nach festen Auftritten im Kabarett Mac in Gent gründete er 1950 eine Bigband, die bis 1980 in ganz Belgien und den Niederlanden Auftritte bei großen Bällen hatte. 
In einer solchen Funktion war es zwingend notwendig, Arrangements zu schreiben. Der Schritt vom Arrangement zur Komposition war dann nicht mehr weit. Seine rund 255 Bigbandkompositionen wurden weltweit verkauft, selbst in die damalige Sowjetunion. 
Sein Verlag, „Editions Nazaire DE WOLF“ verlegte eigene und arrangierte Werke heraus. Einige seiner Werke oder Arrangements finden in der „Muziekbibliotheek van de Omroep“ Erwähnung. 